# برند هاين
برند هاين (بالألمانية: Bernd Heine)‏ هو أستاذ جامعي ألماني، ولد في 25 مايو 1939 في موراغ في بولندا.